# Ácido tetracontílico
El ácido tetracontílico o ácido tetracontanoico es un ácido graso saturado de 40 carbonos con la fórmula química CH
3(CH
2)
38COOH. Este es un ácido graso saturado de cadena larga. También es un ácido carboxílico con una cadena principal de 40 carbonos, lo que lo convierte en uno de los ácidos grasos de mayor peso molecular. Este compuesto se encuentra típicamente en diversas ceras naturales y es conocido por su alto punto de fusión y estabilidad.

## Síntesis

### Métodos sintéticos
El ácido tetracontanoico se produce a través de dos enfoques principales: hidrogenación de ácidos grasos insaturados o elongación de ácidos grasos de cadena más corta. Un método clave implica la hidrogenación catalítica del ácido oleico (un ácido graso monoinsaturado) utilizando catalizadores de paladio o níquel bajo presión y temperatura elevadas.

### Fabricación industrial
La producción comercial generalmente implica aislar el compuesto de fuentes naturales como la cera de abejas o la cera de carnauba. El proceso comienza con la saponificación de la cera, luego se acidifica para aislar los ácidos grasos libres. Estos ácidos se refinan luego mediante procesos de destilación o cristalización.

## Usos
El ácido se utiliza para producir diversos emulsionantes, lubricantes, surfactantes y ceras.